# Liste der Naturdenkmale in Untermarchtal
| Naturdenkmale | Anzahl |
| ------------- | ------ |
| FND           | 7      |
| END           | 10     |
| Gesamt        | 17     |

Die Liste der Naturdenkmale in Untermarchtal nennt die verordneten Naturdenkmale (ND) der im baden-württembergischen Alb-Donau-Kreis liegenden Gemeinde Untermarchtal. In Untermarchtal gibt es insgesamt siebzehn als Naturdenkmal geschützte Objekte, davon sieben flächenhafte Naturdenkmale (FND) und zehn Einzelgebilde-Naturdenkmale (END).
Stand: 1. November 2016.

## Flächenhafte Naturdenkmale (FND)
| Name                               | Bild | Kennung     | Einzelheiten                | Position | Fläche Hektar | Datum         |
| ---------------------------------- | ---- | ----------- | --------------------------- | -------- | ------------- | ------------- |
| Altarmrest                         | BW   | 84251230011 | Untermarchtal               | ⊙        | 1,0           | 23. Aug. 1999 |
| Erlenwald mit Tümpel               | BW   | 84250900006 | Obermarchtal, Untermarchtal | ⊙        | 0,4           | 18. Nov. 1999 |
| Felswand mit Brandungshöhlung      | BW   | 84251230009 | Untermarchtal               | ⊙        | 0,1           | 23. Aug. 1999 |
| Kreuzfels                          | BW   | 84251230002 | Untermarchtal               | ⊙        | 0,2           | 23. Aug. 1999 |
| Rotbuche mit Felsen                | BW   | 84251230010 | Untermarchtal               | ⊙        | 0,0           | 23. Aug. 1999 |
| Steinbruch und Magerrasen Kalkofen |      | 84251230006 | Untermarchtal               | ⊙        | 2,4           | 23. Aug. 1999 |
| Urdonautal                         | BW   | 84251230013 | Untermarchtal               | ⊙        | 2,1           | 23. Aug. 1999 |
| Legende für Naturdenkmal           |      |             |                             |          |               |               |

## Einzelgebilde (END)
| Name                         | Bild | Kennung     | Einzelheiten  | Position | Fläche Hektar | Datum         |
| ---------------------------- | ---- | ----------- | ------------- | -------- | ------------- | ------------- |
| Baumbestand Soldatenfriedhof |      | 84251230001 | Untermarchtal | ⊙        | 0,0           | 23. Aug. 1999 |
| 1 Feldahorn                  | BW   | 84251230004 | Untermarchtal | ⊙        | 0,0           | 23. Aug. 1999 |
| 1 Rotbuche                   | BW   | 84251230012 | Untermarchtal | ⊙        | 0,0           | 23. Aug. 1999 |
| 1 Rotbuche                   | BW   | 84251230014 | Untermarchtal | ⊙        | 0,0           | 23. Aug. 1999 |
| 1 Sommerlinde                | BW   | 84251230008 | Untermarchtal | ⊙        | 0,0           | 23. Aug. 1999 |
| 1 Stieleiche                 | BW   | 84251230005 | Untermarchtal | ⊙        | 0,0           | 23. Aug. 1999 |
| 1 Stieleiche                 | BW   | 84251230015 | Untermarchtal | ⊙        | 0,0           | 23. Aug. 1999 |
| 1 Stieleiche                 | BW   | 84251230016 | Untermarchtal | ⊙        | 0,0           | 23. Aug. 1999 |
| 1 Winterlinde                | BW   | 84251230007 | Untermarchtal | ⊙        | 0,0           | 23. Aug. 1999 |
| 3 Winterlinden               | BW   | 84251230003 | Untermarchtal | ⊙        | 0,0           | 23. Aug. 1999 |
| Legende für Naturdenkmal     |      |             |               |          |               |               |